# Jura (periode)
| Cenozoïcum                                 | Paleogeen | jonger |
| Cenozoïcum                                 | Paleogeen | 66,0   |
| Mesozoïcum                                 | Krijt     |        |
| Mesozoïcum                                 | Krijt     | 145,0  |
| Mesozoïcum                                 | Jura      |        |
| Mesozoïcum                                 | 201,3     |        |
| Mesozoïcum                                 | Trias     |        |
| Mesozoïcum                                 | 252,2     |        |
| Paleozoïcum                                | Perm      |        |
| Paleozoïcum                                | Perm      | ouder  |
| Indeling van het Mesozoïcum volgens de ICS |           |        |

| Systeem                              | Serie           | Etage         | Ouderdom (Ma) |
| ------------------------------------ | --------------- | ------------- | ------------- |
| Krijt                                | Vroeg           | Berriasien    | Jonger        |
| Jura                                 | Boven (Malm)    | Tithonien     | 145,0–152,1   |
| Jura                                 | Boven (Malm)    | Kimmeridgien  | 152,1–157,3   |
| Jura                                 | Boven (Malm)    | Oxfordien     | 157,3–163,5   |
| Jura                                 | Midden (Dogger) | Callovien     | 163,5–166,1   |
| Jura                                 | Midden (Dogger) | Bathonien     | 166,1–168,3   |
| Jura                                 | Midden (Dogger) | Bajocien      | 168,3–170,3   |
| Jura                                 | Midden (Dogger) | Aalenien      | 170,3–174,1   |
| Jura                                 | Onder (Lias)    | Toarcien      | 174,1–182,7   |
| Jura                                 | Onder (Lias)    | Pliensbachien | 182,7–190,8   |
| Jura                                 | Onder (Lias)    | Sinemurien    | 190,8–199,3   |
| Jura                                 | Onder (Lias)    | Hettangien    | 199,3–201,3   |
| Trias                                | Boven           | Rhaetien      | Ouder         |
| Indeling van het Jura volgens de ICS |                 |               |               |

De Jura is een periode in de geologie (en een systeem in de stratigrafie) die duurde van ongeveer 201,3 tot 145,0 miljoen jaar (Ma) geleden. De Jura is de tweede en middelste periode van de era Mesozoïcum. Ze volgt op het Trias en wordt opgevolgd door het Krijt.
In de Jura was het opbreken van het supercontinent Pangea in volle gang. Het noordelijk deel van de Atlantische Oceaan opende zich. Het was een warme periode, waarin ijskappen op de polen ontbraken. De zeespiegel stond wereldwijd vrij hoog, vooral aan het begin van het tijdvak. De Jura was (samen met het erop volgende Krijt) de bloeiperiode van de dinosauriërs, ook ontstonden de eerste vogels.

## Naamgeving en indeling
De naam Jura werd voor het eerst gebruikt door de paleontoloog Alexandre Brongniart (1770-1847). De Jura is genoemd naar het gelijknamige gebergte op de Zwitsers-Franse grens, de Jura, waar veel gesteenten van Jurassische ouderdom aan de oppervlakte liggen (dagzomen).
De Jura wordt in drie series of tijdvakken ingedeeld: Onder/Vroeg, Midden en Boven/Laat. In Noord-Europa en op de Britse Eilanden worden hiervoor vaak de inofficiële namen Lias, Dogger en Malm gebruikt. Deze worden weer onderverdeeld in elf etages of tijdsnedes.

## Paleogeografie
In de Jura begon het supercontinent Pangea echt op te breken, nadat in het Trias al riften ontstaan waren. Tussen Gondwana (het tegenwoordige Afrika) aan de ene en Laurazië (Noord-Amerika en Europa) aan de andere zijde opende de Tethysoceaan zich verder, waardoor de Noordelijke Atlantische Oceaan begon te vormen. Deze opening zette zich verder naar het oosten voort tussen Noord- en Zuid-Amerika. Deze scheiding liep dus grotendeels tussen de twee landmassa's die in het Carboon bij elkaar waren gekomen: Gondwana en Laurazië. Echter, ook Gondwana zelf begon op te breken want ook tussen Afrika en India/Antarctica opende een nieuwe oceaan. De zuidelijke Atlantische Oceaan tussen Afrika en Zuid-Amerika en de Noordelijke IJszee tussen Europa en Noord-Amerika bleven tijdens de Jura nog gesloten.
Door de vorming van alle nieuwe, lichte oceaankorst steeg het eustatisch zeeniveau in de Jura. Met de zeespiegel liepen grote delen van de continenten onder water. Grote delen van Europa raakten tijdens de Jura bedekt met ondiepe zeeën. Ten zuiden van wat nu Zuid-Duitsland is lag de Tethysoceaan. De Golf van Biskaje bestond nog niet waardoor het Iberisch Schiereiland in een geroteerde positie vastzat aan de westkust van het tegenwoordige Frankrijk. Met het uit elkaar bewegen van Afrika en Europa raakten een aantal microcontinenten los van de Afrikaanse Plaat, waaronder Apulia, dat later Italië zou worden.
Verder naar het oosten vond langs de zuidelijke rand van Azië de Cimmerische orogenese plaats, waarbij een aantal kleine microcontinenten (tegenwoordig bevinden deze terreinen zich in Iran, Afghanistan en Tibet) zich bij Azië voegden.

## Gesteenten uit de Jura
Wereldwijd zijn uit de Jura kleisteen, schalie, kalksteen en kalkhoudende zandsteen de meest voorkomende afzettingen. In Nederland komt alleen het Lias bij Winterswijk in enkele beekbeddingen aan de oppervlakte. In Zuid-België, ten zuiden van de Ardennen, komen Lias en Dogger aan de oppervlakte als onderdeel van de oostrand van het Bekken van Parijs.
Een bekende vindplaats van fossielen is de Solnhofener kalksteen (Boven-Jura) uit Zuid-Duitsland, waarin fossielen van landdieren en planten bewaard zijn. Bekend zijn de fossielen van Archaeopteryx, vermoedelijk de oudst bekende vogel. Een andere bekende fossielhoudende formatie is de Posidonia Schalie (Onder-Jura), die in heel Centraal- en Noordwest-Europa voorkomt. Deze bevat veel mariene fossielen van ammonieten, crinoïden, vissen en ichthyosauriërs.

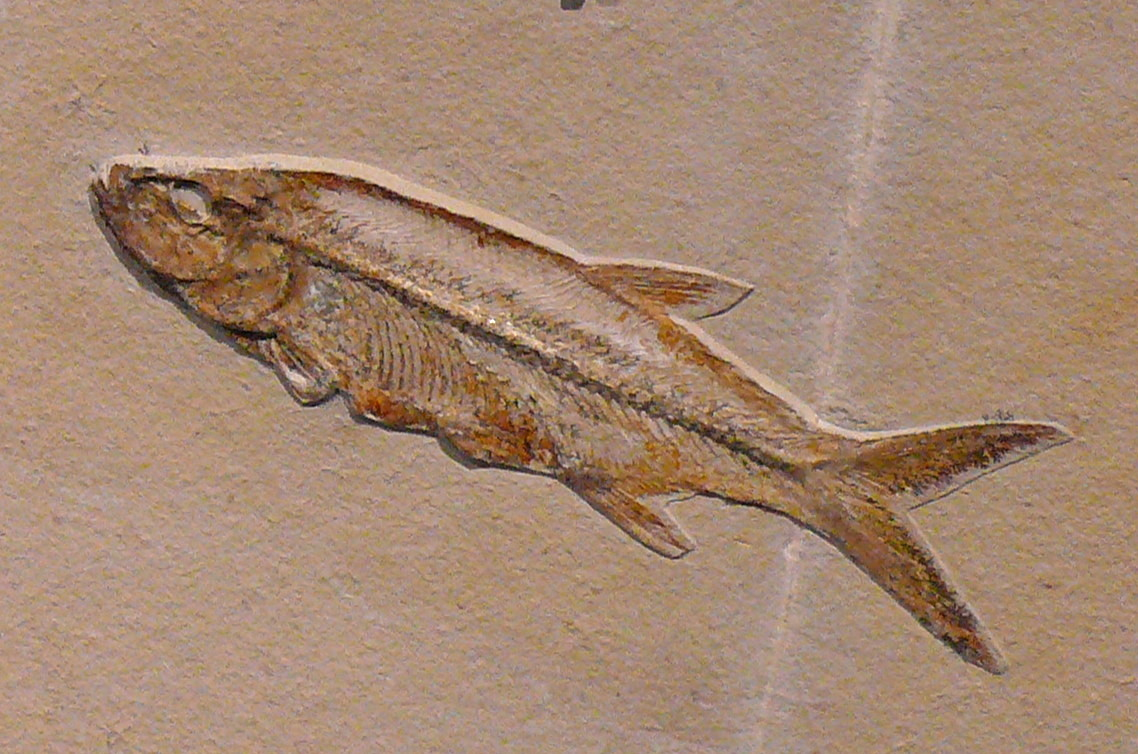
Fossiele vis Pachythrissops propterus uit de Solnhofen kalksteen, Laat-Jura.

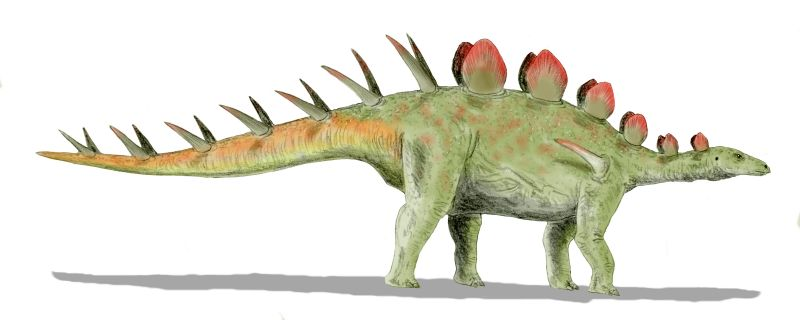
Chialingosaurus kuani, een stegosauriër gevonden in China.

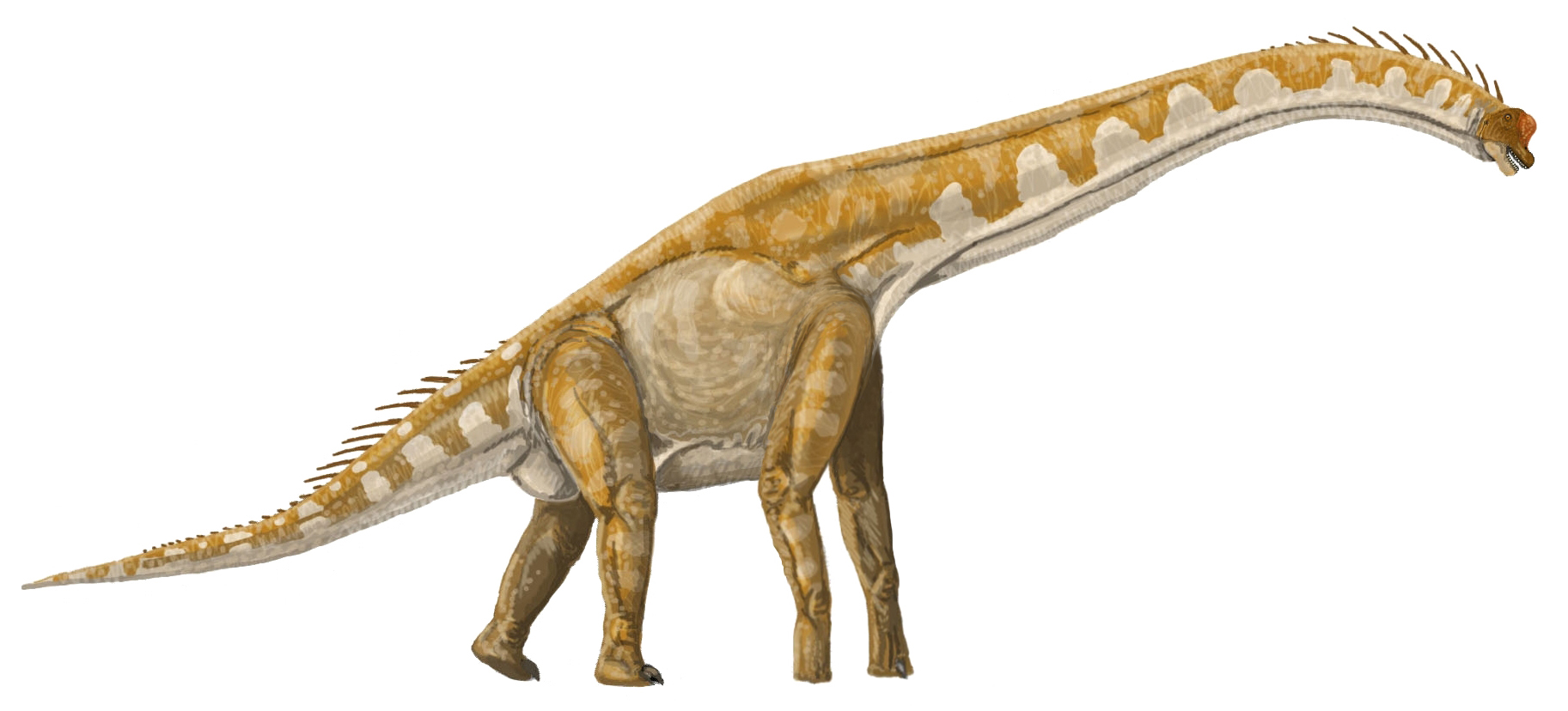
Brachiosaurus, een sauropode.

## Leven
Het Trias was geëindigd met de Trias-Jura-extinctie, een van de grootste uitstervingen aller tijden. In het water verdwenen de conodonta en placodonta (groepen zeereptielen). Ook onder bivalven, ammonieten en plesiosauriërs stierven veel soorten uit. Op het land waren vooral zoogdierachtige reptielen en amfibieën het slachtoffer. Vooral de dinosauriërs zouden profiteren: in de Jura ontstonden veel nieuwe soorten door een snelle radiatie. Hoewel veel van de soorten die in de Vroeg-Jura ontstonden aan het einde van de Jura weer zouden verdwijnen zou er tot het einde van het Krijt geen massa-extinctie meer plaatsvinden, waardoor de dinosauriërs ongeveer 135 miljoen jaar lang het leven op Aarde zouden domineren.

### Marienleven
Het leven op de zeebodem bestond in de Jura uit veel groepen die ook tegenwoordig nog voorkomen, zoals zee-egels, zeesterren, slangsterren, bivalven, oesters, brachiopoden (hoewel tegenwoordig veel zeldzamer) en gastropoden. Ook verschenen tijdens de Jura de eerste kreeftachtigen. Groepen uit de Jura die tegenwoordig niet meer voorkomen zijn bijvoorbeeld ammonieten, belemnieten en de rudisten, kolonievormende bivalven die nog diverser werden in het Krijt. De koraalriffen, die in het Trias nog vrij klein waren, bereikten in de Jura weer hedendaagse groottes. De dominante groep koralen waren (en zijn tegenwoordig nog steeds) de destijds nieuwe hexacorralia.
Jurassische straalvinnige vissen waren basaler dan tegenwoordig. Zo had de vis Dapedium schubben die nauwelijks over elkaar vielen. Ook haaien kwamen in de Jura voor, een voorbeeld is Hybodus. Na het uitsterven van de placodonten bleven onder de zeereptielen de plesiosauriërs (waaronder de Pliosauridae als Liopleurodon) en ichthyosauriërs (waaronder Ichthyosaurus) over. Hoewel dit reptielen zijn is van de ichthyosauriërs bekend dat ze hun jongen levend baarden in plaats van eieren te leggen; er is namelijk een fossiele Ichthyosaurus gevonden die bezig is met baren. In de Jura begaven ook soorten krokodilachtigen (verdeeld in de groepen Teleosauridae en Metriorhynchidae) zich in de zee, waar ze in het Krijt monsterachtige groottes zouden bereiken.

### Landdieren
Op het land werden in de Jura reptielen van de groep Archosauria (voornamelijk de dinosauriërs) dominant. Dinosauriërs kunnen naar de stand van het schaambeen ingedeeld worden in Ornithischia en Saurischia. Vooral de laatste groep was in de Jura overheersend. De plantenetende saurischiërs waren de Sauropoda, zoals Apatosaurus, Camarasaurus, Diplodocus, Seismosaurus en Brachiosaurus. Vele soorten sauropoden van deze periode konden een enorme grootte bereiken, het zijn de langste en zwaarste landdieren die ooit geleefd hebben. De vleesetende saurischiërs, de Theropoda, in het Laat-Trias ontstaan, waren in de gehele Jura de dominante roofdieren. In de Vroeg-Jura was een belangrijke groep theropoden de Coelophysoidea, waaronder Dilophosaurus. Iets later kwamen twee grote hoofdgroepen tot ontwikkeling: de Ceratosauria, waaronder Ceratosaurus, en de Tetanurae. Binnen de Tetanurae splitsen zich in de Jura vele groepen af. De Spinosauroidea, waaronder Megalosaurus en Eustreptospondylus, en de Carnosauria, waaronder Allosaurus, ontwikkelden vele grote soorten. De Coelurosauria bleven in de Jura klein, zoals Ornitholestes of Compsognathus. Van veel soorten binnen de laatst genoemde groep wordt aangenomen dat ze veren hadden, maar de fossielen daarvan zijn in de Jura nog zeldzaam. Binnen de Coelurosauria ontwikkelden zich de eerste vogels. De oudst bekende vogel, Archaeopteryx, komt uit het allerlaatste deel van de Jura.
Een belangrijke groep ornithischische dinosauriërs in de Jura bestond uit de plantenetende Stegosauria, waaronder Stegosaurus zelf. Deze laatste groep stierf vermoedelijk nog tijdens het Jura uit.
Het luchtruim was in de Jura het domein van veel soorten pterosauriërs. Voorbeelden zijn Rhamphorhynchus, Dimorphodon, Pterodactylus en Darwinopterus. Vogels waren in de Jura nog zeldzaam en zouden pas veel later de meeste ecologische rollen van de pterosauriërs overnemen. In de Midden-Jura verschenen de eerste hagedissen. Uit de Crocodylomorpha van het Trias waren in de Jura nieuwere soorten krokodilachtigen ontstaan zoals de Protosuchidae (bijvoorbeeld Protosuchus).
De meeste therapsiden, de ruimere groep waartoe de zoogdieren behoren, stierven gedurende de Jura grotendeels uit. De zoogdieren zelf verschenen in het Laat-Trias. De algemeen aanvaarde gedachte is dat ze in de Jura overwegend zeer kleine, onopvallende dieren waren, meestal nachtdieren om confrontaties met dinosauriërs uit te sluiten. De meeste fossiele zoogdieren lijken dit beeld te bevestigen. Sommige soorten werden echter iets groter. Een voorbeeld is Fruitafossor, een ongeveer vijftien centimeter grote eter van insecten. Castorcauda lustrasimilis was een ongeveer even groot op een otter lijkend zoogdier dat vis at.

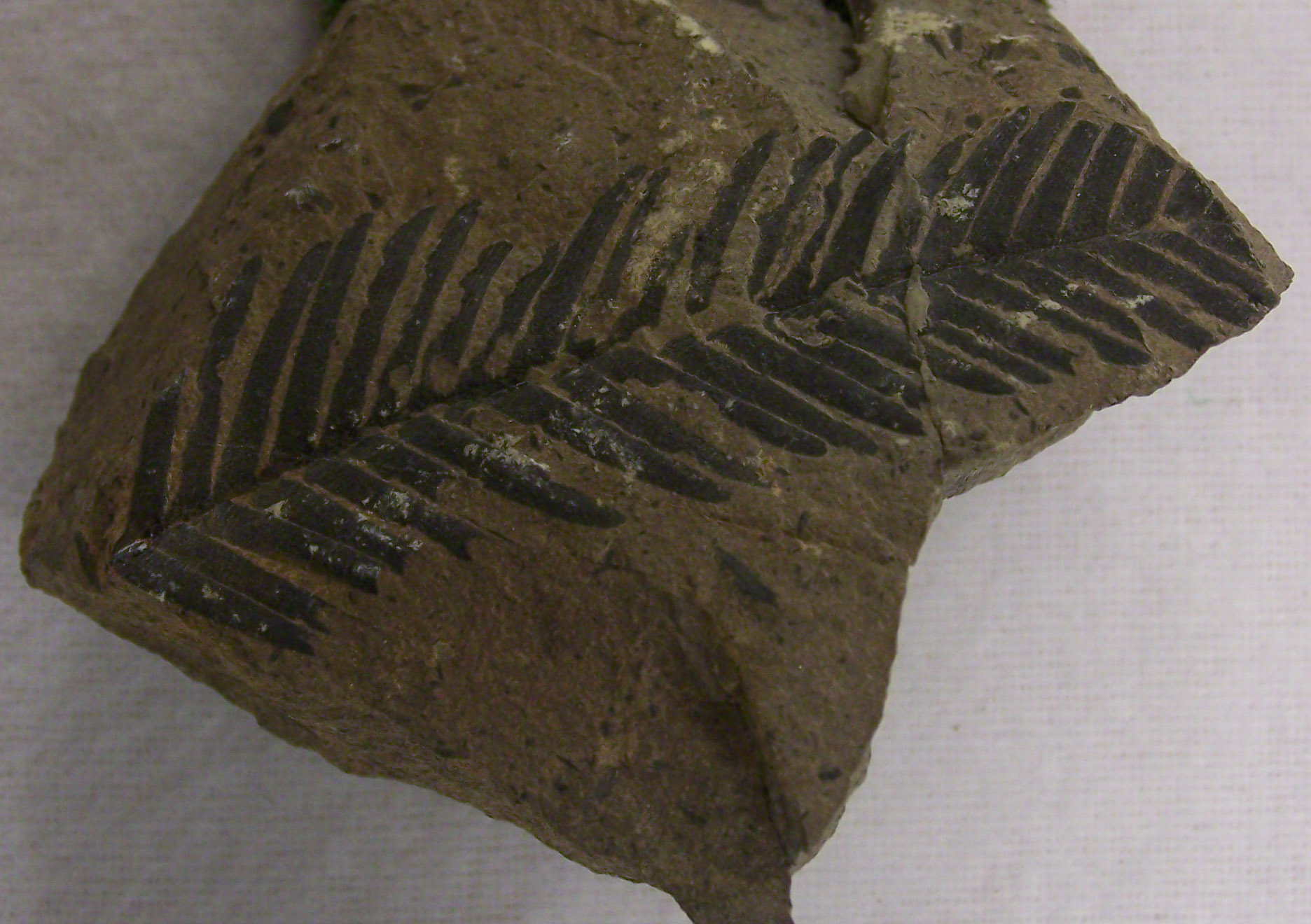
Fossiel takje van Ptilophyllum sp., een lid van de Bennettitales, uit de Onder-Jura van Beieren (Schwarzjura). Ongeveer 5 cm lang.

### Planten
De flora van de Jura werd gevormd door palmvarens, Bennettitales, coniferen en ginkgo's. De varens waren in grotere hoeveelheden aanwezig dan tegenwoordig, er waren nog geen bedektzadigen (bloemplanten).
Omdat de droge, continentale klimaten die het Trias domineerden gedurende de Jura, vooral op hogere breedtegraden, langzaam milder werden was de Jurassische flora weelderiger dan die van het Trias. Coniferen waren de dominante bomen. Families van coniferen die tegenwoordig nog steeds bestaan waren de Araucariaceae (apenbomen), Cephalotaxaceae (knoptaxussen), Pinaceae (dennen), Podocarpaceae, Taxaceae (taxussen) en Taxodiaceae. De uitgestorven Mesozoïsche coniferenfamilie Cheirolepidiaceae domineerde de vegetatie op lagere breedtegraden samen met struikachtige Bennettitales. Palmvarens en boomvarens vormden de bossen in warmere klimaten. Vooral de palmvarens waren in zeer grote hoeveelheden aanwezig en zijn typisch voor de Jura. Kleinere soorten varens bedekten de bodem, op hogere breedtegraden vergezeld door ginkgo's. Op het zuidelijk halfrond (Gondwana) waren de Podocarpaceae succesvol, ginkgo's waren hier zeldzamer.